# Ischnotoma rufistigmosa
Ischnotoma rufistigmosa är en tvåvingeart som först beskrevs av Pierre Justin Marie Macquart 1838.
Ischnotoma rufistigmosa ingår i släktet Ischnotoma och familjen storharkrankar. Inga underarter finns listade i Catalogue of Life.